# Krosmoz
 (mars 2025).
- Si vous ne connaissez pas le sujet, laissez ce bandeau (vous pouvez alors contacter les auteurs).
- Si vous supprimez le contenu mis en cause (vous pouvez préalablement contacter les auteurs),

argumentez précisément cette suppression dans la page de discussion
(un manque de référence n'est pas un argument ; une recherche réelle de référence doit avoir été effectuée, être formellement documentée).
 (mai 2016).
Si vous disposez d'ouvrages ou d'articles de référence ou si vous connaissez des sites web de qualité traitant du thème abordé ici, merci de compléter l'article en donnant les références utiles à sa vérifiabilité et en les liant à la section « Notes et références ».
Portail Ankama
Le Krosmoz est un univers de fiction de fantasy transmédia créé par le trio fondateur de l'entreprise française Ankama composé d'Anthony Roux, de Camille Chafer et d'Emmanuel Darras. Sa première apparition fut en 2004 avec le jeu vidéo Dofus, bientôt complété par un autre du nom de Dofus Arena, ainsi que par une série manfra également nommée Dofus. L'univers s'est ensuite complété avec une série télévisée d'animation du nom de Wakfu, et d'un jeu vidéo homonyme.
Depuis, l'univers s'est largement développé, notamment avec la sortie au cinéma en février 2016 de Dofus, livre 1 : Julith.

## Histoire

### Cosmogonie
Le Krosmoz est un univers constitué de différentes dimensions. Il fut créé, grâce à la Grande Déesse et le Grand Dragon plusieurs milliers d'années avant l'Âge des Dofus.
La Grande Déesse et le Grand Dragon sont les incarnations des énergies de « Wakfu et de Stasis » apparues spontanément dans le néant. Seuls et s'ennuyant dans ce néant, il se mirent à danser pour s'occuper. Tout en dansant ils se rapprochèrent et se lièrent, et de cette « valse amoureuse » fut créé le « Krosmoz » : un univers multidimensionnel.
Organisées schématiquement comme un « Dofus » (un œuf), les dimensions composant le Krosmoz sont les suivantes :
- Des deux côtés opposés de l'œuf se trouvent deux entrées : « Incarnam », où entre le Wakfu et « Externam », où entre la Stasis. Les âmes s'y incarnent et désincarnent, respectivement. C'est dans l'Incarnam que les premières âmes, dix dieux et dix démons, se sont incarnées ;
- Vient ensuite un second plan, composé de l'« Ingloriom » (où vivent les Dieux), situé côté Wakfu et la Shukrute (où vivent les démons), située côté Stasis ;
- Le « plan astral » quant à lui, est le lieu où se rencontrent et se mélangent les rêves, les idées ;
- Ensuite, vient le « plan éthéré » (parfois nommé « Éther ») où Wakfu et Stasis se rencontrent et envoient leurs particules sur le « plan matériel ». On y trouve aussi « l'Arbre des vagabonds » et « la Pyramide Ocre » (voir La Pyramide Ocre, roman no 4 de la série Dofus) ;
- Le « plan matériel » est composé d'une infinité de galaxies et systèmes solaires, ressemblant à l'univers tel qu'on le conçoit[2].

### Exode des Eliatropes
Peu de temps après la création du Krosmoz, la « Grande déesse » s'ennuie encore. Elle séduit alors à nouveau le « Grand Dragon » qui pond six œufs, les « Dofus eliatropes ». Mûe par l'envie de conserver ces Dofus, une déesse, du nom d'« Eliatrope » décide de les cacher sur une autre planète lointaine dans le Krosmoz. Ils éclosent à l'abri sur cette planète paisible, donnant naissance aux paires des premiers Eliatropes et leurs frères jumeaux Dragons :
- Yugo et Adamaï ;
- Chibi et Grougaloragran ;
- Mina et Phaéris ;
- Qilby et Shinonomé ;
- Glip et Baltazar ;
- Nora et Efrim.

Ces douze êtres forment ensemble les premiers nés de leur peuple. À l'âge adulte, ils créèrent le Conseil des Six (six paires Eliatrope-Dragon), leur permettant de diriger leur peuple, né de façon naturelle, dans une quête de savoir. Néanmoins, les Eliatropes ne sont pas la seule civilisation avancée du Krosmoz et leur peuple rencontre celui des « Méchasmes ». Robotiques et à la recherche de Wakfu, ils cohabitent un temps sur la planète Eliatrope avant qu'une guerre n'éclate, déclenchée par Qilby qui vola le cœur du plus jeune des créatures mécaniques, Orgonax, afin de créer l'Eliacube, objet capable de contenir des quantités illimitées de Wakfu et de Stasis, l'énergie destructrice. La supériorité technique des Méchasmes force les six premiers nés Eliatropes à fuir leur planète en emprisonnant le reste des enfants survivants dans une autre dimension pour les protéger.

### Création du Monde des Dix
Le Monde des Douze fut créé par les frères dragons Ouronigride le Noir et Hélioboros le Blanc. Lors d'une promenade psychologique du dieu Osamodas accompagné par ses trois dragons, soit Hélioboros, Ouronigride et Spiritia, le Blanc et le Noir, par une chamaille, créèrent par inadvertance un nouveau Monde, protégé par Spiritia le Multicolore.
Comme pour chaque nouveau Monde créé, les dix dieux majeurs (soit Crâ, Ecaflip, Eniripsa, Enutrof, Féca, Iop, Osamodas, Sadida, Sram et Xélor) et les 3 dragons se regroupèrent pour lui offrir une vie, une âme et le feu, la terre, l'air et l'eau, soit les quatre éléments et lui donner un nom. Le Monde, après mûre réflexion, fut nommé "Monde des Dix", en l'honneur des dix dieux majeurs, du même principe que pour Esscafixe et Secofixe, qui portent leurs initiales.
Par la suite, Hélioboros le Blanc et Ouronigride le Noir s'allièrent à nouveau pour donner à ce Monde un souffle de magie : il en sortit trois dragons noirs et trois dragons blancs : des dragons élémentaires. Ces derniers peuvent donner naissance à des Dofus, mais cela a peu de chances d'arriver car les dragons noirs et blancs sont connus pour leur manque de sensualité. Enutrof, Sram et Sadida cherchèrent donc un moyen de leur transmettre l'amour et de les faire procréer en des Dofus, ce qui permettrait d'annuler le futur chaos qui pourrait ravager ce Monde à tout moment. L'amour, par un stratagème de poupées du dieu Sadida, leur fut donné. Aerafal, dragon de l'Air, pondit le Dofus Émeraude, Aguabrial, dragon de l'Eau, pondit le Dofus Turquoise, Ignemikhal, le dragon du Feu, pondit le Dofus Pourpre, et Terrakourial, le dragon de la Terre, pondit le Dofus Ocre. De leurs côtés, Dardondakal et Grougalorasalar produisirent respectivement le Dofus Ivoire et le Dofus Ébène.
Plusieurs siècles ou plusieurs millénaires après, le Monde des Dix est toujours autant apprécié et suivit de près par ses dix dieux créateurs et par une multitude de dieux mineurs (petits dieux minoritaires avec peu de fidèles). Les dieux ne sont pas les seuls à s'intéresser de près à ce nouveau Monde, d'où commence à apparaître la vie. Les démons, créatures diaboliques et malfaisantes dont l'accès aux Mondes est interdit, ne rêvent que de pouvoir y poser leurs pieds et y être vénérés.
Pour savoir si le Monde des Dix possédait ou non des Dofus, les dieux ont besoin d'une horloge. Ils appellent donc Xélor qui créa l'Horloge de Xélor, qui compte les secondes, les minutes et les heures tout en se basant sur les pulsations régulières des Dofus de ce Monde. Il y a donc bien des Dofus dans ce monde. Non content de son horloge, Xélor décide également d'y ajouter onze mois, qu'il grava sur son horloge. Celle-ci provoqua l'admiration de tous les dieux qu'ils soient mineurs ou majeurs ou encore démons. Sauf de Rushu, le seigneur et le dieux des démons. Brisant un pacte signé bien avant la création du Monde des Dix, lequel empêchait les démons de se rendre chez les dieux et vice-versa, Rushu s'empara de l'Horloge de Xélor et y inscrivit un douzième mois, le mois diabolique, le mois de Descendre. Puisque l'envie de Rushu était d'avoir le plus de temps dans son mois diabolique, Xélor mit en place un système pour le protéger : des protecteurs. Chaque mois fut confié à un protecteur différent : Solar garderait le mois de Javian (janvier), Sylvosse, celui de Flovor (février), Menalt Martalo (mars), Silouate pris Aperial (avril), Rosal s'occuperait de Maisial (mai), Sumens protégerait Juinssidor (juin), Hécate Joullier (juillet), Pouchecot Fraoutor (août), Raval Septange (septembre), Maimane Octolliard (octobre) et Brumaire Novamaire (novembre). Quant à Rushu, il choisit pour le mois de Descendre son fidèle démon Djaul.

### Transformation du monde des dix en monde des douze
La onzième divinité à rejoindre l'Inglorium, demeure des dieux primordiaux, fut la déesse Sacrieur. Le premier prophète de cette déesse était un bûcheron qui, très maladroit, ne cessait de se blesser en tentant de couper des arbres. Ce fait émeut la déesse Sacrieur qui décide de lui conférer une force phénoménale à chaque fois qu'il se blesserait. En effet, après s'être blessé une énième fois, la déesse susurra quelques mots au bûcheron infortuné. L'apprenti bûcheron suivit le conseil de la voix. Sa hache tomba. Ses doigts furent épargnés, et la bûche fendue de haut en bas.
Lors d'une période de grand froid due à la mort de Solar, un guerrier dont la force augmentait le jour et déclinait la nuit, le bûcheron fit son apparition au milieu des douziens (à l'époque Dixiens) à moitié morts de froid car pris par surprise par cette vague glaciale et les convertit au culte de Sacrieur, qui fournissait de la force dans la souffrance. Ainsi, à l'inverse de ce que certains croient, Sacrieur n'aime pas la souffrance et c'est parce qu'elle ne l'aime pas qu'elle lutte contre celle-ci en donnant sa puissance à ceux qui l'endurent.
L'histoire de la déesse Pandawa, douzième divinité, n'est pas aussi longue : Une grande partie des Dixiens (car le monde des onze n'es jamais passé par la case "monde des onze") l'acclamaient car étant la déesse des festivités, elle leur permettait de se divertir sans massacrer des Bouftous ou des Chafers.

### Âge des Dofus
Dix ans après la création de l'horloge de Xélor, soit en l'An 10, Djaul, une nouvelle fois exclu et humilié par les autres protecteurs des mois, se promenait dans le Monde des Dix à la recherche des Dofus. Il trouva après de longues recherches le dragon Aguabrial, protecteur du Dofus Turquoise, et le séduit à l'aide d'une fausse ondine. Aguabrial, séduit, pondit donc un Dofus, né de cet amour. Mais le subterfuge fut découvert par un ami du dragon et Djaul dut s'enfuir, sans son Dofus. Le dragon de l'eau chassa Ondine et faillit faire de même avec le Dofus. Sauf que celui-ci éclot avant d'être détruit. Il en sortit Bolgrot, dragon né par la convoitise et l'avidité du démon Djaul et qui devint pendant un temps le compagnon de voyage de Rykke Errel le iop avant de le tuer et de se faire lui-même tuer par le guerrier roux, à cause de l'amour qu'ils portaient tous deux à Helséphine la guérisseuse.

### Ère du Wakfu
Plusieurs siècles après l'âge des Dofus, le monde des douze est en proie à un terrible changement. Un alchimiste de renom : Otomaï crée accidentellement un Ogre nommé Ogrest. Un dérivé alchimique de l'ogrine, une ressource extrêmement rare. L'ogre va tomber amoureux de la poupée Dathura. Pour conquérir sa bien-aimée il va aller jusqu'à réunir tous les Dofus primitifs. La puissance que lui offre les œufs va lui faire devenir l'égal d'un Dieu. Pris d'un chagrin d'amour il va aller se réfugier sur la pointe du mont Zinit (un ancien vaisseau Eliatrope) et pleurer éternellement. C'est le début du Chaos d'Ogrest. Il va progressivement inonder le monde des Douze, séparer géographiquement les nations et détruire la plupart des installations Douziennes visibles dans Dofus. Dans l'espoir de trouver une solution, le dieu Xélor va émettre la prophétie d'un jeune héros qui réussira à vaincre Ogrest. C'est ainsi que débute l’aventure de chaque joueur dans le jeu Wakfu. Cependant ce sera Yugo, le héros de la série animée Wakfu qui vaincra Ogrest en réunissant les Dofus Eliatropes.

## Chronologie
| Âge Primitif  |                                         |                 |                                            |           |
| 1             | Goultard le barbare                     | Épisode spécial |                                            | 2007      |
| Âge des Dofus |                                         |                 |                                            |           |
| 2             | Hyrkul le tendancieux                   | Manga Webtoon   | Ancestral Z, Mojo, Tot, Fullcanelli        | 2009 2023 |
| 3             | Cire Momore                             | Webtoon         | NH Ouja, Tom Gobart, Anne-Charlotte Chafer | 2023      |
| 4             | Lance Dur : La Troisième Mort           | Webtoon         |                                            |           |
| 5             | Dofus Monster : Le Dragon Cochon        | BD Webtoon      |                                            |           |
| 6             | Dofus Monster : Sphincter Cell          | BD Webtoon      |                                            |           |
| 7             | Kerubim                                 | BD Webtoon      |                                            |           |
| 8             | Dofus Monster : Le Chevalier Noir       | BD Webtoon      |                                            |           |
| 9             | Dofus                                   | Manga Webtoon   |                                            |           |
| 10            | Dofus : Julith et Janash                | BD              |                                            |           |
| 11            | Dofus : Aux trésors de Kerubim          | Série animée    |                                            |           |
| 12            | Les Dessous de Dofus                    | BD Webtoon      |                                            |           |
| 13            | Dofus Monster : Moon                    | BD Webtoon      |                                            |           |
| 14            | Pandala                                 | BD Webtoon      |                                            |           |
| 15            | Dofus Monster : Wa Wabbit               | BD Webtoon      |                                            |           |
| 16            | Dofus Monster : Koulosse                | BD Webtoon      |                                            |           |
| 17            | Dofus                                   | Jeu vidéo       |                                            |           |
| 18            | Dofus Monster : Nomekop                 | BD Webtoon      |                                            |           |
| 19            | Ogrest : Épisodes 1 à 8                 | Mangas Webtoon  |                                            |           |
| 20            | Dofus Arena                             | BD Webtoon      |                                            |           |
| 21            | Dofus Monster : Zatoishwan              | BD Webtoon      |                                            |           |
| 22            | Dofus Monster : Brumen Tinctorias       | BD Webtoon      |                                            |           |
| 23            | Dofus Pets                              | BD Webtoon      |                                            |           |
| 24            | Dofus Monster : Firefoux                | BD Webtoon      |                                            |           |
| 25            | Ogrest : Épisodes 9 à 24                | Mangas Webtoon  |                                            |           |
| 26            | Oropo : Bataille pour l'Eliacube        | Épisode spécial |                                            |           |
| 27            | One More Gate: A Wakfu Legend           | Jeu vidéo       |                                            |           |
| 28            | Wakfu : Noximilien l'Horloger           | Épisode spécial |                                            |           |
| 29            | Ogrest : Épisodes 25 à 35               | Mangas Webtoon  |                                            |           |
| Ère de Wakfu  |                                         |                 |                                            |           |
| 30            | Les Chroniques d'Ecaron                 | BD Webtoon      |                                            |           |
| 31            | Ogrest : Épisodes 36 à 43               | Mangas Webtoon  |                                            |           |
| 32            | Le Corbeau Noir                         | BD Webtoon      |                                            |           |
| 33            | Justice                                 | BD Webtoon      |                                            |           |
| 34            | Wakfu                                   | Jeu vidéo       |                                            |           |
| 35            | Remington                               | BD Webtoon      |                                            |           |
| 36            | Maskermane                              | BD Webtoon      |                                            |           |
| 37            | Ogrest : La Légende                     | Série animée    |                                            |           |
| 38            | Wakfu : Saison 1                        | Série animée    |                                            |           |
| 39            | Mini Wakfu                              | Série animée    |                                            |           |
| 40            | Tango Mango                             | BD Webtoon      |                                            |           |
| 41            | Wakfu : Saison 2                        | Série animée    |                                            |           |
| 42            | Wakfu Manga                             | Manga Webtoon   |                                            |           |
| 43            | Wakfu OAV 1 : Le Trône de Glace         | Épisode spécial |                                            |           |
| 44            | Wakfu OAV 2 : Ush                       | Épisode spécial |                                            |           |
| 45            | Wakfu OAV 3 : Mont Dragons              | Épisode spécial |                                            |           |
| 46            | Wakfu : Saison 3                        | Série animée    |                                            |           |
| 47            | Wakfu : Saison 4                        | Série animée    |                                            |           |
| 48            | Wakfu : Saison 5                        | Série animée    |                                            |           |
| 49            | Wakfu: La grande vague                  | Manga Webtoon   |                                            |           |
| Ère de Waven  |                                         |                 |                                            |           |
| 50            | Waven                                   | Jeu vidéo       |                                            |           |
| 51            | Lance Dur : La Maladie de Lance Dur     | Webtoon         |                                            |           |
| 52            | Lance Dur : La Lance d'un Comte         | Webtoon         |                                            |           |
| 53            | La Dernière aventure du comte Lance Dur | Série animée    |                                            |           |